# Selecció de la Xina Taipei de corfbol
La selecció de la Xina Taipei de corfbol és dirigida per la Chinese Taipei Korfball Association (CTKA) i representa Taiwan a les competicions internacionals de corfbol. La federació va ser fundada l'any 1985 i té la seu a Taipei.

## Història
| Campionat del Món |                      |                           |               |
| Any               | Campionat            | Seu                       | Classificació |
| 1987              | 3r Campionat del Món | Makkum (Països Baixos)    | 4a plaça      |
| 1991              | 4t Campionat del Món | Anvers (Bèlgica)          | 3a plaça      |
| 1995              | 5è Campionat del Món | Nova Delhi (Índia)        | 5a plaça      |
| 1999              | 6è Campionat del Món | Adelaida (Austràlia)      | 6a plaça      |
| 2003              | 7è Campionat del Món | Rotterdam (Països Baixos) | 4a plaça      |
| 2007              | 8è Campionat del Món | Brno (República Txeca)    | 5a plaça      |
| 2011              | 9è Campionat del Món | Shaoxing (Xina)           | 3a plaça      |

| World Games |                 |                           |               |
| Any         | Campionat       | Seu                       | Classificació |
| 1989        | 3rs World Games | Karlsruhe (Alemanya)      | 4a plaça      |
| 1993        | 4ts World Games | The Hague (Països Baixos) | 4a plaça      |
| 1997        | 5ns World Games | Lahti (Finlàndia)         | 3a plaça      |
| 2001        | 6ns World Games | Akita (Japó)              | 3a plaça      |
| 2005        | 7ns World Games | Duisburg (Alemanya)       | 5a plaça      |
| 2009        | 8ns World Games | Kaohsiung (Taiwan)        | 3a plaça      |

| Campionat d'Àsia |                     |                |               |
| Any              | Campionat           | Seu            | Classificació |
| 2004             | 1r Campionat d'Àsia | Taiwan         | Campiona      |
| 2008             | 2n Campionat d'Àsia | Jaipur (Índia) | Campiona      |